# Künga
Künga (auch: Kunga; tibetisch: kun dga' ; THDL: Künga, Transkription der VRCh: Günga, Sanskrit: Ananda; Glück, von allen gemocht) ist ein häufig verwendeter Bestandteil tibetischer Namen.
Künga ist Bestandteil des Namens folgender Personen:
- Künga Nyingpo, u. a. Kindheitsname des Tsongkhapa
- Künga Legpa (1455–1529), Meister der Drugpa-Linie des tibetischen Buddhismus
- Künga Legpe Chungne Gyeltshen Pelsangpo (1308–1341), 10. „kaiserlicher Lehrer“ der Yuan-Dynastie
- Künga Lodrö Gyeltshen Pelsangpo (1299–1327), 8. „kaiserlicher Lehrer“ der Yuan-Dynastie
- Künga Rinchen, von 1773 bis 1776 Drug Desi von Bhutan
- Künga Sangmo (1459–1502), 2. Samding Dorje Phagmo
- Ngorchen Künga Sangpo (1382–1456), erster Abt der Ngor-Tradition
- Sachen Künga Nyingpo (1092–1158), 3. Sakya Thridzin
- Sakya Pandita Künga Gyeltshen (1182–1251), 6. Sakya Thridzin
- Thubten Künga (1891–1964), 96. Ganden Thripa
- Tshelpa Künga Dorje (1309–1364), Verfasser der Roten Annalen